# Mücver
El mücver es un buñuelo de calabacín, hecho de calabacín (rallado y frito), como ingrediente básico de la cocina turca. Los otros ingredientes son: huevos, cebolla, harina de trigo, perejil, eneldo, sal y menta. Algunas recetas incluyen también semillas de sésamo, zanahoria, pimiento o queso.  Este plato se puede comer con yogur como acompañamiento o con té turco en el desayuno.